# Zmówiny
Zmówiny – umowa przedślubna zawierana między rodzinami nupturientów. Określała termin zawarcia małżeństwa i warunki majątkowe. Przy zmówinach ważną rolę odgrywał dziewosłęb.
W kościelnej formie małżeństwa przekształciły się w zaręczyny.